# مین هی-سوک
مین هی-سوک (انگلیسی: Min Hye-sook؛ زادهٔ ۱۵ مارس ۱۹۷۰) بازیکن هندبال اهل کره جنوبی است.